# Herbert Müller
Herbert Müller   (Strzelce Krajeńskie, 2 d'agost de 1904 - 9 de desembre de 1966) va ser un jugador d'hoquei sobre herba alemany que va competir durant la dècada de 1920 i 1930.
El 1928 va prendre part en els Jocs Olímpics d'Amsterdam, on va guanyar la medalla de bronze com a membre de l'equip alemany en la competició d'hoquei sobre herba. Fou 19 vegades internacional entre 1926 i 1934.